# Tapis rouge
Pour les articles homonymes, voir Tapis (homonymie).
Cet article concerne la tradition. Pour l'album des Svinkels, voir Tapis rouge (album).

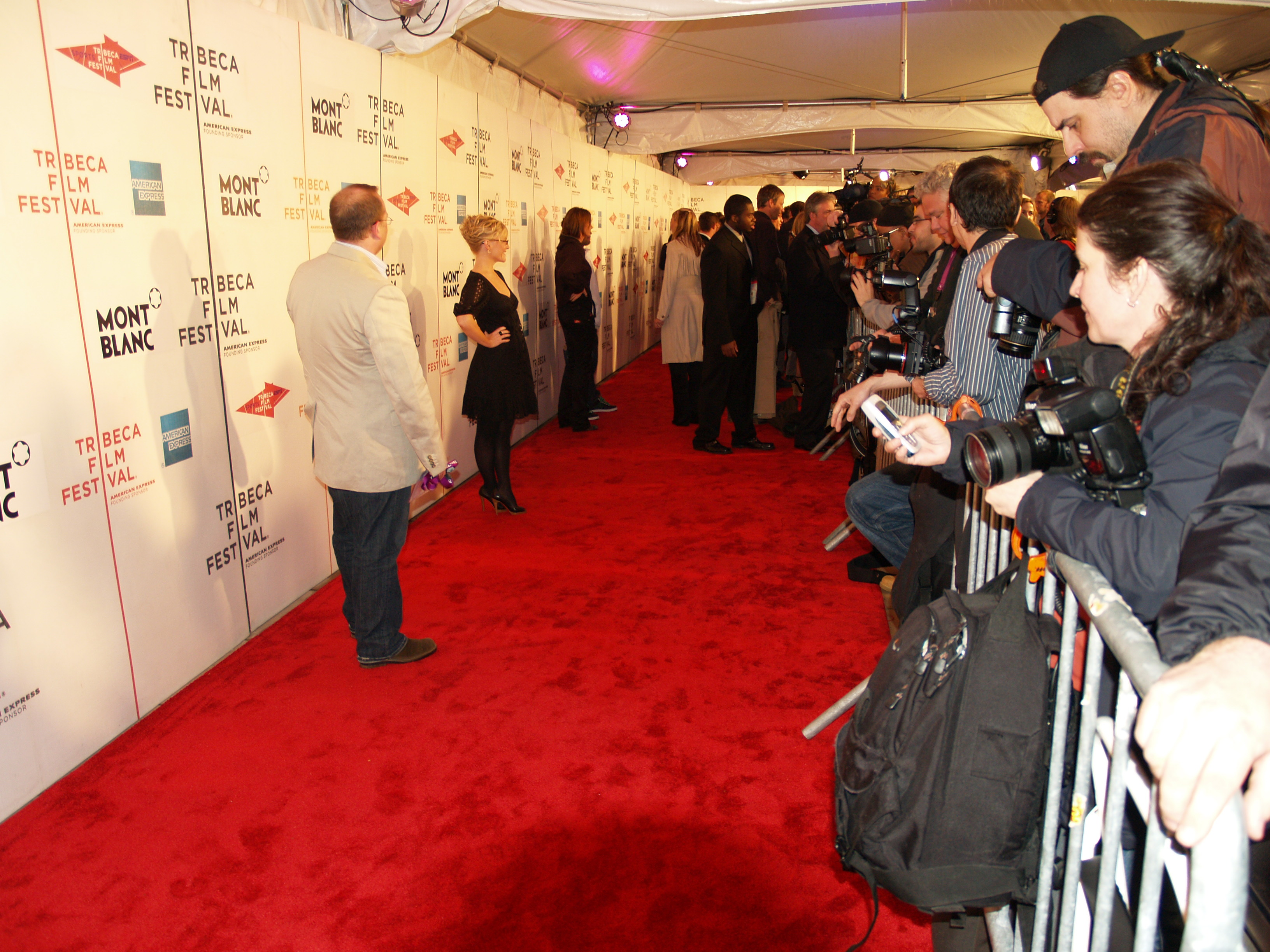
Le tapis rouge de l'édition 2007 du Festival du film de TriBeCa

Le tapis rouge est un usage répandu dans la plupart des pays occidentaux visant à accueillir un invité de marque (célébrité, chef d'État) en ayant installé sur son passage un long tapis de couleur rouge.
Il trouverait son origine dans l'Antiquité de l'usage de couvrir le sol d'étoffes pourpres lors de cérémonies religieuses et serait certainement d'origine phénicienne. La première apparition connue du tapis rouge remonte à 458 av. J.-C. dans Agamemnon, d'Eschyle. Quand le personnage éponyme revient de Troie, il est accueilli par son épouse Clytemnestre, qui lui offre un tapis rouge :
« KLYTAIMNESTRA — Esclaves, pourquoi tardez-vous ? Ne vous ai-je point ordonné de couvrir son chemin de tapis ? Promptement ! Que son chemin soit couvert de pourpre, tandis qu'il ira vers la demeure qui n'espérait plus le revoir, afin qu'il y soit conduit avec honneur, comme il convient.

AGAMEMNÔN — [...] Qu'on ne se prosterne point devant moi en poussant de hautes clameurs, et qu'on n'éveille point l'envie en étendant des tapis sur mon chemin. Il n'est permis d'honorer ainsi que les dieux. Je ne saurais sans crainte, moi qui ne suis qu'un homme, marcher sur la pourpre. Je veux être honoré comme un homme, non comme un dieu. Le cri public montera sans avoir besoin de ces tapis et de cette pourpre. »
— traduction Leconte de Lisle
On retrouve une trace certaine de cette tradition aux États-Unis en 1821 : le président James Monroe est accueilli lors d'une visite officielle en Caroline du Sud par un « red carpet ». Ce tapis rouge devient ensuite un apanage classique du luxe, et on le retrouve notamment dans les voitures de chemin de fer de première classe. 
Les Oscars se dotent d'un tapis rouge pour la première fois lors de la cérémonie de 1961 (sachant que la première diffusion en couleur à la télévision date de 1966). Le Festival de Cannes l'imite depuis 1984, rapidement suivi par de nombreux autres événements mondains, des deux côtés de l'Atlantique.

## Expression
Par extension, « dérouler le tapis rouge » pour quelqu'un signifie le recevoir avec beaucoup d'égards.